# Darah Sof (huyện)
Dara-i-Suf là một huyện thuộc tỉnh Samangan, Afghanistan. Dân số thời điểm năm 1999 là 118,694 người.